# Dialeucias pallidistriata
Dialeucias pallidistriata là một loài bướm đêm thuộc phân họ Arctiinae, họ Erebidae.